# Athletes for Ukraine

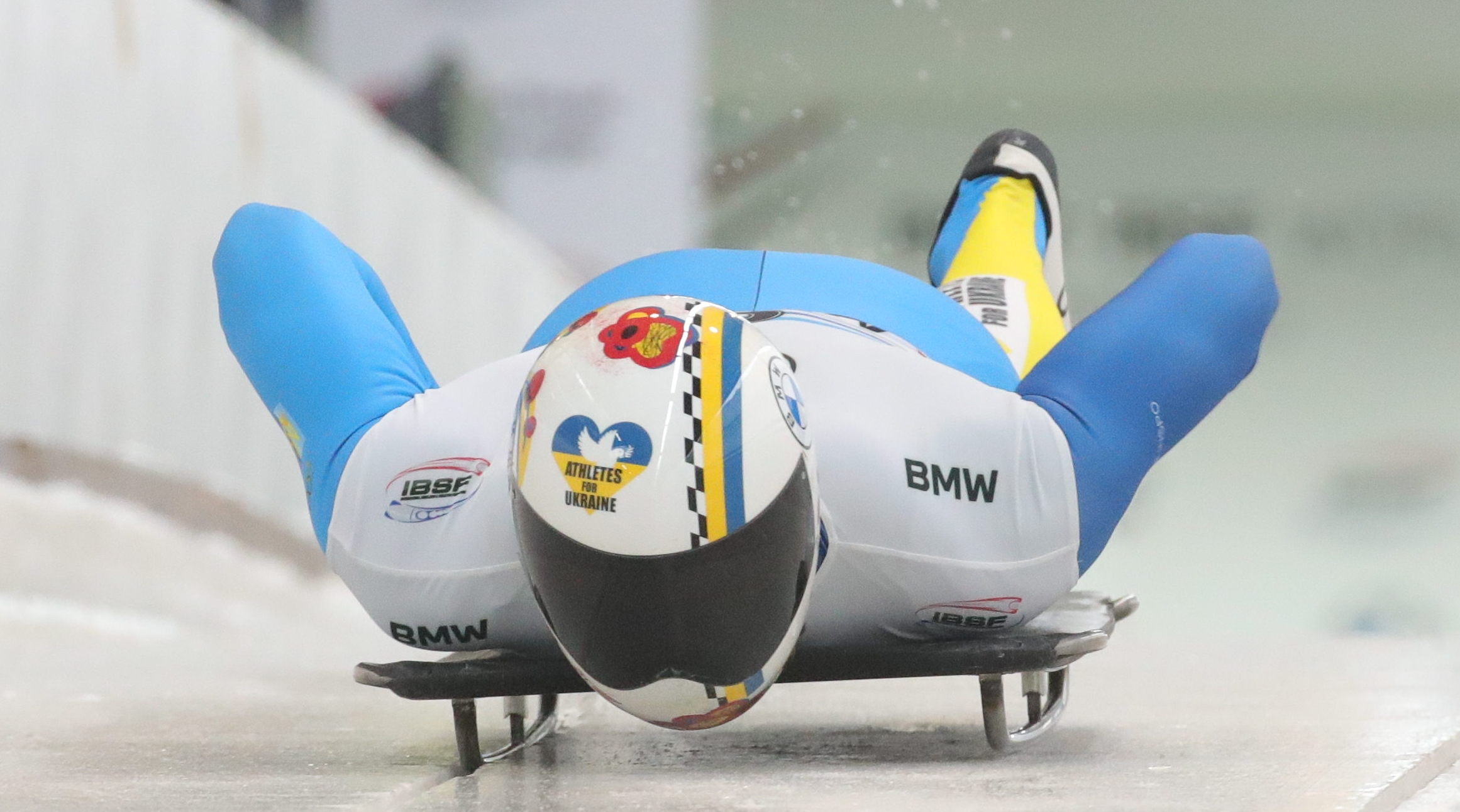
Wladyslaw Heraskewytsch bei der Skeleton-Europameisterschaft 2023 mit dem Logo des Vereins auf dem Helm und dem Schriftzug auf dem Bein

Athletes for Ukraine ist ein am 6. März 2022 in Traunstein gegründeter eingetragener Verein. Die Gründung erfolgte als Reaktion auf den russischen Überfall auf die Ukraine etwa zwei Wochen zuvor. Sein Anliegen ist, auf verschiedene Weise gegen diesen Krieg und seine Folgen aktiv zu werden.

## Geschichte
Der Verein wurde auf Initiative des Biathlon-Staffel-Olympiasiegers von 1992, Jens Steinigen („Athletes for Ukraine habe ich initiiert, weil ich schreiendes Unrecht nicht ertragen kann. Putin muss sofort gestoppt werden. Für das ukrainische Volk, das auch unsere Werte mit seinem Leben verteidigt. Für unsere Zukunft und die unserer Kinder, für die Zukunft aller, die in Freiheit und Demokratie leben wollen! Es kann und soll aber jeder mitmachen, egal ob er Profi, Trainer, Hobbysportler oder Fan ist oder sich nur gegen den Krieg in der Ukraine engagieren möchte. Gemeinsam sind wir stark!“) gegründet. Zu den 54 Gründungsmitgliedern gehören darüber hinaus die ehemaligen Spitzenathleten und Trainer Wolfgang Pichler, Frank Luck, Maren Hammerschmidt, Fritz Fischer, Simon Schempp, Wilfried Pallhuber, Alfred Eder (alle Biathlon), Tobias Angerer (Skilanglauf), Martin Braxenthaler (Ski Alpin, Parasport), Sven Ottke (Boxen), Alexander Huber (Extrembergsteigen) und Felix Loch (Rennrodeln: „Wir Sportler sind untereinander die größten Konkurrenten, kämpfen in der Rodelbahn um 1000-stel Sekunden und geben jeden Tag unser Bestes, um zu gewinnen. Für uns selbst und auch für unser Land! Aber nicht um jeden Preis. In den letzten Tag rückt dies alles in den Hintergrund. Ukrainische Sportler kämpfen jetzt in einem realen Krieg hier in Europa. Wir müssen sie und ihre Familien von hier aus bestmöglich unterstützen und ihnen helfen.“). Zum 1. Vorsitzenden des Vereins wurde Steinigen gewählt, Stellvertreter wurde der Unternehmer Franz Wimmer, Schatzmeister Josef Weininger und Schriftführerin Melissa Lange. Die Mitgliedschaft steht grundsätzlich allen natürlichen und juristischen Personen offen, auch Nichtsportlern ebenso wie Vereinen. Zunächst waren vor allem Wintersportler und Menschen aus Region Chiemgau/Berchtesgadener Land Mitglieder, schnell jedoch wurden die Sportarten vielfältiger und die Mitglieder und Unterstützer internationaler. Nach zwei Wochen hatte der Verein seine Mitgliederzahl schon verdreifacht. Kontakte bestehen mit dem DOSB und der Internationalen Biathlon-Union, um die Vereinsziele in größerem Stil zu unterstützen. Zudem wurde der paralympischen Mannschaft der Ukraine für die Zeit nach den Winter-Paralympics von Peking Hilfe angeboten. Auch die mediale Reichweite der aktiven und ehemaligen Spitzensportler soll für die Vereinsanliegen genutzt werden. 2022 wurde dem Verein der Bayerische Sportpreis in der Kategorie Sportler mit Herz verliehen.

## Mitglieder und Unterstützer
Zu den Botschaftern gehören:
- Matthias Ahrens
- Heidi Andersson
- Tobias Angerer
- Verena Bentele
- Anna Berreiter
- Karla Borger
- Martin Braxenthaler
- Serhij Bubka (Ehrenbotschafter)
- Marcus Burghardt
- Laura Dahlmeier
- Fritz Dopfer
- Bjørn Dunkerbeck
- Pamela Dutkiewicz-Emmerich
- Alfred Eder
- Dajana Eitberger
- Helena Ekholm
- Björn Ferry
- Quentin Fillon Maillet
- Ricarda Funk
- Anna Gandler
- Moritz Geisreiter
- David Gleirscher
- David Göttler
- Michael Greis
- Maren Hammerschmidt
- Thea Heim
- Katharina Hennig
- Denise Herrmann-Wick
- Vanessa Hinz
- Jana Hladijtschuk
- Maria Höfl-Riesch
- Alexander Huber
- Julija Jelistratowa
- Nicolas Kiefer
- Karen König
- Felix Loch
- Sebastian Lucke
- Marcel Martens
- Michaela Michel
- Martin Müller
- Miriam Neureuther
- Karina Oliani
- Ines Papert
- Philipp Pflieger
- Michael Rösch
- Aljona Savchenko
- Simon Schempp
- Tobias Schweinsteiger
- Marija Sinej
- Jens Steinigen
- Maria Tietze
- Johannes Vetter
- Thomas Wick
- Marion Wiesensarter

Zudem wurden Unterstützungsbekundungen in Form von Videos oder Bildern oder auch in anderer Form wie Spenden von den folgenden Personen veröffentlicht:
- Dominik Albrecht
- Tobias Arlt
- Tarjei Bø
- Lucas Bögl
- Vetle Sjåstad Christiansen
- Olle Dahlin (für die IBU)
- Simon Desthieux
- Simon Eder
- Regina Ermits
- Francesco Friedrich
- Paul Gräf[9]
- Janin Hammerschmidt[10]
- Max Hartung
- Lisa Hauser
- Josephine Heimerl
- Michael Hofmann
- Ramona Hofmeister
- Elias Huber
- Felix Keisinger
- Benjamin Lauth
- Norbert Loch
- Bobteam Johannes Lochner
- Manuel Machata
- Felix Neureuther
- Caro North
- Christian Rasp
- Roman Rees
- Markus Rinderspacher
- Katrin Müller-Rottgardt & Guide Jan Richard Busse
- Anja Selbach
- Frank Stäbler[11][12]
- Ute Stanggassinger
- Robin Ungerath
- Tobias Wendl
- Jonah Werner
- Thomas Wick
- Gerhard Willmann[13]
- David Zobel
- Athleten Deutschland (vertreten durch das Präsidium: Karla Borger, Dajana Eitberger, Lukas Kohl, Fabienne Königstein, Léa Krüger, Mareike Miller, Tobias Preuß)[14]
- Team Estonia (Estnische Olympiamannschaft, namentlich: Irina Embrich, Kristjan Ilves, Gerd Kanter, Ott Kiivikas, Karl Erik Nazarov, Allar Raja, Kelly Sildaru, Konstantin Vassiljev, der Estnische Fußballverband sowie der NOK-Präsident Urmas Sõõrumaa)[15]
- deutsche Biathlon-Nationalmannschaft (Lucas Fratzscher, Denise Herrmann, Janina Hettich-Walz, Franziska Hildebrand, Philipp Horn, Johannes Kühn, Erik Lesser, Philipp Nawrath, Franziska Preuß, Vanessa Voigt, David Zobel)
- der Bayerische Skiverband
- Huberbuam (Alexander und Thomas Huber)

Zu den Vereinsmitgliedern zählen darüber hinaus unter anderem Jakov Fak, Sandra Flunger, Daria Obratov und Markus Wasmeier. Geworben wurde für die Vereinsziele beispielsweise schon bei den kanadischen Biathlonmeisterschaften, vom Bereich Hochschulsport der Universität Frankfurt oder auch von Sportvereinen. Auch in der Ukraine selbst wurde die Vereinsgründung registriert, ebenso in anderen Ländern der Region wie Estland.

## Finanzierung
Der Verein finanziert sich bislang vorrangig durch die Mitgliedsbeiträge und durch Spenden. So gab Francesco Friedrich sein frei für einen guten Zweck zu verwendendes Geld im Rahmen der „Möglichmacher“-Aktion von Sachsenlotto an den Verein weiter. Auch Felix Loch und Frank Stäbler spendeten ihre jeweils 3.000 € Preisgeld von den „Team D Awards“ an Athletes for Ukraine. Auch der Gewinn der Veranstaltung Tanz in den Mai am 30. April 2022 in der Schwimmbar am Siegsdorfer Schwimmbad wird zu 100 % an den Verein gehen. Am selben Tag findet in Stephanskirchen ein Benefiz-Konzert deutscher und ukrainischer Künstler statt. Der TSV Kandel spendete 2500 € Einnahmen aus dem traditionellen Bienwald-Marathon.

## Ziele und Aktionen
Der Verein verfolgt mehrere Ziele:
- Spenden sammeln und mit diesen Spenden den Opfern des Krieges helfen (humanitäre und finanzielle Hilfe sowie Hilfsprojekte)[27]
- geflüchtete ukrainische Sportler unterstützen, damit diese weiter ihren Sport ausüben können
- weltweit Athleten miteinander verbinden und ein Zeichen gegen den Krieg und für Frieden und Solidarität setzen
- solange der Konflikt andauert, möglichst keine internationale Sportveranstaltung weltweit mehr veranstaltet wird, ohne dass der Krieg dabei ins Bewusstsein gebracht wird
- ukrainische Flüchtlingskinder sollen in den Sport an ihren Fluchtorten so schnell wie möglich integriert werden

Schon binnen kurzer Zeit konnte der Verein erste Aktionen beginnen. Während die Nachwuchsathleten des Skiverbandes Chiemgau zwischen dem 10. und 20. März 2022 mit ihren sportlichen Aktivitäten Geld sammelten, rüsteten die Vereinsmitglieder einen Konvoi von acht Kleinbussen aus, die unter anderem vom Deutschen Skiverband, dem Bob- und Schlittenverband für Deutschland sowie anderen Sportvereinen gestellt wurden. Sie beluden diesen mit Hilfsgütern, die sie selbst an die Grenze zwischen Polen und der Ukraine brachten. Jedes der Autos war mit zwei Freiwilligen besetzt. Geführt wurde die Aktion vom dreimaligen Olympiasieger Felix Loch, der mit seiner Frau Lisa das Führungsfahrzeug besetzte. Weiters nahmen unter anderem der Fraktionsgeschäftsführer der SPD Rosenheim und Vorsitzender der Bayerischen Sportjugend Rosenheim, früherer Skilangläufer sowie Sprecher des Vereins, Jonah Werner, die Biathleten Florian Hollandt und Marion Wiesensarter, die Skilangläufer Florian Knopf und Janik Werner sowie die australische Leichtathletin und Bobfahrerin Peta Tobin teil. Nachdem die Hilfsgüter an der polnischen Grenze ausgeladen wurden, nahmen sie auf dem Rückweg aus dem zentralen Auffanglager für Flüchtlinge in Medyka 47 Ukrainer – 26 Frauen und 21 Kinder – mit nach Deutschland, die zudem durch den Bayerischen Landes-Sportverband in dessen Sportcamp kurzfristig mit einer Unterkunft versorgt wurden. Eindrücke von der Fahrt wurden von Lisa und Felix Loch hinterher geteilt.
Am 1. April 2022 startete ein zweiter Transport mit Hilfsgütern zur polnisch-ukrainischen Grenze, der am 2. April mit etwa 30 ukrainischen Flüchtlingen zurück in der Region Traunstein war. Am 15. April 2022 wurde eine vierte Fahrt, nun mit mehr 22 Bussen mit 44 begleitenden Helfern sowie einem LKW in Verbindung mit der Hilfsorganisation Firststep durchgeführt worden. Erneut wurden einerseits Hilfsgüter in die Region gebracht, andererseits auch wieder eine größere Zahl an Flüchtlingen mit nach Deutschland gebracht. Teile des Konvois kamen neben Traunstein dieses Mal auch aus anderen Orten wie Oberhof und Dresden. Neben Felix Loch waren nun unter anderem Maren Hammerschmidt und Michael Rösch aktiv beteiligt.
Am 6. April 2022 veranstaltete der Verein in Traunstein einen ersten Nachmittag mit Sport und Spiel für ukrainische und deutsche Kinder, einerseits um die ukrainischen Kinder abzulenken und mit etwas Angenehmem zu beschäftigen, andererseits aber auch um Kontakte zwischen Ukrainern und Deutschen anzubahnen und die Eingewöhnung für die Flüchtlinge zu erleichtern. Einer Gruppe von Nachwuchs-Leichtathleten aus Charkiw wurde das Training auf dem Gelände des SB Chiemgau Traunstein ermöglicht, die zu den nach Deutschland mit der vierten Hilfstour gebrachten Ukrainern gehörten. Mit der Initiative Home of Goals werden Fußballvereine für Flüchtlingskinder gesucht.
Die Transporte in die Ukraine dauern auch 2023 an, haben sich zum Teil aber inhaltlich mittlerweile etwas verändert. Während weiterhin auch medizinische Güter Teil der Lieferungen sind, sind nun weniger Dinge des täglichen Bedarfs Teil der Fracht, sondern nicht zuletzt auch sportliches Equipment.

## Symbolik
Der Verein lädt Sportler weltweit dazu ein, für die Ziele des Vereins zu werben. Dazu bittet er um die Zusendung eines Bildes, bei der die Hände über dem Herzen gekreuzt werden.